# Boidinia
Boidinia là một chi nấm thuộc họ Russulaceae. Chi này phân bố rộng khắp và có 10 loài.